# Abacillius
Abacillius is een geslacht van kevers uit de familie van de loopkevers (Carabidae). De wetenschappelijke naam van het geslacht is voor het eerst geldig gepubliceerd in 1949 door Straneo.

## Soorten
Het geslacht Abacillius omvat de volgende soorten:
- Abacillius aculeatus (peringuey, 1896)
- Abacillius basilewskyi Straneo, 1962